# Ulrike Gramann
Ulrike Gramann (* 1961 in Gera) ist eine deutsche Autorin.

## Werdegang
Gramann studierte Deutsch und Kunsterziehung in Erfurt. Von 1983 bis 1987 arbeitete sie als Lehrerin in Berlin, anschließend als Korrektorin bei einem Buchverlag. Im Frühling 1989 erfolgte eine Ausreise nach West-Berlin. Dort studierte sie Germanistische Mediävistik und Osteuropäische Geschichte an der FU Berlin. Seit 1994 arbeitet sie als Journalistin und Schriftstellerin in Berlin.

## Bücher
- Die Zeit Ines. Erzählung, Ulrike Helmer Verlag, Königsstein im Taunus 1997, ISBN 978-3-927164-58-1.
- Die wilde, unanständige, gewalttätige und am Ende auch lehrreiche Geschichte von Meetchens Hochzeit. Erzählung nach Motiven von Wittenwilers Ring. Edition Lilini, Tharandt 2010.
- Du bist kein Kind mehr. Erzählungen, Marta Press, Hamburg 2014, ISBN 978-3-944442-07-5.
- Die Sumpfschwimmerin. Roman, Marta Press, Hamburg 2017, ISBN 978-3-944442-65-5.
- KASSANDRA FOLGEN. Künstlerinnenbuch, gemeinsam mit Kerstin Franke-Gneuß, Else Gold und Gudrun Trendafilov, Kunstblatt Verlag, Dresden 2017, ISBN 978-3-9815797-6-5.
- Die Sportlerin. Die Geschichte der feministischen Kickboxerin Claudia Fingerhuth. Biografie, Marta Press, Hamburg 2018. ISBN 978-3-944442-18-1.
- Meetchens Hochzeit. edition petit Verlag SchumacherGebler, Dresden. 2020, ISBN 978-3-941209-60-2
- Die Unberechenbarkeit des Lebens. Erzählungen, Marta Press Hamburg 2023, ISBN 978-3-96837-030-9